# Грэм, Брейден
Бре́йден Дэ́вид Джей Грэм (англ. Braiden David Jay Graham; род. 7 ноября 2007, Ballygowan) — североирландский футболист, выступающий на позициях атакующего полузащитника и центрального нападающего. Игрок клуба «Эвертон» и сборной Северной Ирландии (до 19 лет).

## Клубная карьера
Грэм — воспитанник клуба «Линфилд». 24 марта 2023 года в матче против «Данганнон Свифтс» он дебютировал в чемпионате Северной Ирландии. 5 декабря в поединке Кубка североирландской лиги против «Ларна» Брейден забил свой первый гол за «Линфилд».
Летом 2024 года Грэм присоединился к английскому клубу «Эвертон», а в ноябре 2024 года подписал с мерсисайдским клубом первый профессиональный контракт сроком на 3 года. В сезоне 2024/25 выступал за молодёжные команды клуба до 18 лет и до 21 года.

## Карьера в сборной
В 2024 году в составе юношеской сборной Северной Ирландии Грэм принял участие в юношеском чемпионате Европы в Северной Ирландии. На турнире он сыграл в матчах против сборных Италии, Украины, Норвегии и Турции.

## Статистика выступлений

### Клубная статистика
| Выступление      | Выступление      | Выступление      | Лига | Лига | Кубок | Кубок | Кубок лиги | Кубок лиги | Итого | Итого |
| Клуб             | Лига             | Сезон            | Игры | Голы | Игры  | Голы  | Игры       | Голы       | Игры  | Голы  |
| ---------------- | ---------------- | ---------------- | ---- | ---- | ----- | ----- | ---------- | ---------- | ----- | ----- |
| Линфилд          | Премьершип       | 2022/23          | 1    | 0    | 0     | 0     | 0          | 0          | 1     | 0     |
| Линфилд          | Премьершип       | 2023/24          | 9    | 1    | 2     | 0     | 2          | 1          | 13    | 2     |
| Линфилд          | Итого            | Итого            | 10   | 1    | 2     | 0     | 2          | 1          | 14    | 2     |
| Эвертон          | Премьер-лига     | 2024/25          | 0    | 0    | 0     | 0     | 0          | 0          | 0     | 0     |
| Эвертон          | Итого            | Итого            | 0    | 0    | 0     | 0     | 0          | 0          | 0     | 0     |
| Всего за карьеру | Всего за карьеру | Всего за карьеру | 10   | 1    | 2     | 0     | 2          | 1          | 14    | 2     |